# Ихоярви
И́хоя́рви (Ихо-ярви; фин. Ihojärvi) — озеро на территории Куркиёкского сельского поселения Лахденпохского района Республики Карелии.

## Общие сведения
Площадь озера — 0,6 км². Располагается на высоте 10,2 метров над уровнем моря.
Форма озера прямоугольная. Немного вытянуто с северо-запада на юго-восток. Берега преимущественно возвышенные, скалистые.
С запада в озеро впадает река Ихойоки. С южной стороны озера вытекает река Тервунйоки, впадающая в озеро Ладожское озеро.
По центру озера расположен один относительно крупный (по масштабам водоёма) остров без названия.
С запада от озера располагается посёлок Ихоярвенкюля, от которого к озеру подходит просёлочная дорога.
Название озера переводится с финского языка как «кожаное озеро».
Код объекта в государственном водном реестре — 01040300211102000012974.